# Philodryas cordata
Philodryas cordata är en ormart som beskrevs av Donnelly och Myers 1991. Philodryas cordata ingår i släktet Philodryas och familjen snokar. Inga underarter finns listade i Catalogue of Life.
Denna orm förekommer i Venezuela på högplatån Guaiquinima (delstat Bolívar). Arten lever i bergstrakter mellan 1000 och 1500 meter över havet. Habitatet utgörs av savanner där grässläktet Stegolepis och clusiaväxter är dominerande. Ett exemplar hade en groda som föda. Honor lägger ägg.
För beståndet är inga hot kända. Hela populationen anses vara stabil. IUCN listar arten som livskraftig (LC).